# Пац, Казимир Михаил (писарь великий литовский)
Казимир Михаил Пац (ок. 1655—1719) — государственный деятель Великого княжества Литовского, писарь великий литовский (1683—1710), маршалок надворный литовский (1708—1709), староста ширвинтоский и майшагольский.

## Биография
Представитель литовского магнатского рода Пацов герба «Гоздава». Младший (третий) сын Иеронима Доминика Паца (ок. 1620—1662) и Анны Войны (ум. после 1669). Братья — староста жемайтский Пётр Михаил Пац (ум. 1696) и хорунжий надворный литовский Ян Казимир Пац (ум. 1696). Внук подскарбия надворного литовского и воеводы трокского Петра Паца (ок. 1570—1642).
С 1675 года — рыцарь Мальтийского ордена. В 1685 году Казимир Михаил Пац был назначен командором Мальтийского ордена в Речи Посполитой в Познани. В 1688 году возглавил вторую роденскую командорию в Столовичах. В 1683 году Казимир Михаил Пац получил должность писаря великого литовского.
Во время Северной войны Казимир Михаил Пац поддержал шведского ставленника Станислава Лещинского в его противостоянии с Августом Сильным. В 1708 году был назначен С. Лещинским маршалком надворным литовским. В 1709 году после поражения Станислава Лещинского Казимир Михаил Пац лишился должности маршалка надворного.
Не был женат и не оставил потомства.